# Эмрикур, Жак де
Жак де Эмрикур, или Якоб де Гемрикур (фр. Jacques de Hemricourt, 1333 — 18 декабря 1403) — средневековый франкоязычный нидерландский хронист, геральдист и генеалог, летописец дворянства Хеспенгау, автор трактата «Зерцало знати Эсбе» (фр. Le Miroir des nobles de Hesbaye, англ. Mirror of the Nobles of Hesbaye). Рыцарь Ордена иоаннитов.

## Биография
Родился в 1333 году в Льеже в семье Жиля де Эмрикура, секретаря местной коллегии эшевенов, и Иды д’Аббе. Имел двоюродного брата Тома Эмрикура, городского нотариуса.
Начиная с 1353 года, с 20-летнего возраста, пошёл по стопам своего отца, служил в льежском суде эшевенов сначала писцом, затем нотариусом, пробстом, а в 1360 году получил должность советника, в которой пребывал до 1383 года. 
В 1381 году князь-епископ Льежа Арнольд ван Горн включил его в число членов своего тайного совета. В 1389 году был избран бургомистром Льежа. Исполнял также обязанности секретаря Родового суда (Douze juges des lignages) Льежского епископства. 
Поддерживал близкие отношения с известным рыцарем и историком Жаком Лебелем (1290—1370), пробудившим в нём вкус к историческим и генеалогическим исследованиям. В 1397 году, овдовев во второй раз, вступил в Орден иоаннитов. 
Умер 18 декабря 1403 года в Льеже и был погребён в часовне Клириков кафедрального собора Св. Ламберта, где сохранилась его эпитафия.

## Сочинения
Оставил несколько сочинений, из которых наиболее известен геральдико-генеалогический трактат «Зерцало знати Эсбе» (фр. Le Miroir des nobles de Hesbaye), написанный около 1398 года. Книга эта содержит подробные сведения по истории, генеалогии, геральдике и вексиллологии родовой знати Льежа и прилегающих территорий (Хеспенгау), в частности, о знамёнах и гербах всех льежских рыцарей и оруженосцев, с 1102  года до конца XIV века. Также в ней содержатся сведения о происхождении 50 рыцарских родов и многих патрицианских семей Льежа XIV века.
Историко-генеалогическое сочинение Эмрикура, написанное доступным для городских слоёв языком, является ценным источником не только о дворянских гербах и родословиях, но и о нидерландской рыцарской культуре, обычаях и нравах эпохи, а также о военных походах и сражениях Столетней войны.
Также Эмрикур составил «Трактат о войне Аванов с Вару» (фр. Le Traité des Guerres d'Awans et de Waroux) о знаменитой междоусобице между эсбейскими родами Аванов и Вару (1297—1335), в которую оказались вовлечены в качестве друзей или родственников сторон многие бюргеры Льежа. Его исторические труды не только дополняют, но и существенно уточняют сведения его современника — льежского хрониста и поэта Жана д’Утремёза.
Перу Эмрикура принадлежит также трактат «Покровитель светской власти» (фр. Le Patron de la temporalité), посвящённый политическому устройству Льежского княжества-епископства и содержащий не только эксцерпты из подлинных юридических документов, но и ценные сведения об устройстве и принципах деятельности судебных учреждений, в частности, коллегии эшевенов.
При жизни Эмрикура его исторические сочинения не были широко известны, хотя сохранились не менее чем в 27 рукописях, наиболее полные из которых датируются XV веком и хранятся в библиотеке Льежского университета (MS 664) и Королевской библиотеке Бельгии (MS 524, 5739-40 и MS 10312-13). Впервые они напечатаны были лишь в 1673 году в Брюсселе де Сальбре, а должным образом оценены лишь исследователями нового времени. Комментированное научное издание их было выпущено в 1910—1931 годах в трёх томах в Брюсселе бельгийскими историками Камилем де Борманом, Альфонсом Байо и Эдуардом Понселе.

## Семья
Первым браком женат был на Франсуазе (ум. 1382), дочери льежского торговца тканями Пьера Миссиона, от которой имел сына по имени Жиль. 
В 1383 году повторно женился на Агнес (ум. 1397), дочери рыцаря Вери де Кура и вдове Жана Лавуара, от которой не имел детей.

## Память
- В память об историке названа улица Эмрикур[фр.] в центре Льежа, ведущая от площади Сент-Вероник до улицы Сели и улицы Эдуарда Вакена.

## Публикации
- Oeuvres de Jacques de Hemricourt (3 vols., Brussels, 1910—1931)
  - Volume 1, Le Miroir des nobles de Hesbaye, edited by C. de Borman with A. Bayot. — Bruxelles: Kiessling, 1910. — 491 p.
  - Volume 2, Le Miroir des nobles de Hesbaye: Codex diplomaticus — Tableaux généalogiques, edited by C. de Borman and E. Poncelet. — Bruxelles: Kiessling, 1925. — 496 p.
  - Volume 3, Le Traité des Guerres d'Awans et de Waroux. Le Patron de la Temporalité, edited by A. Bayot, introduction and notes by E. Poncelet. — Bruxelles: Lamertin, 1931. — 481 p.